# Naranjillos
Naranjillos är en ort i Mexiko.   Den ligger i kommunen Tlalnelhuayocan och delstaten Veracruz, i den sydöstra delen av landet, 230 km öster om huvudstaden Mexico City. Naranjillos ligger 1 528 meter över havet och antalet invånare är 584.
Terrängen runt Naranjillos är kuperad åt nordost, men åt sydväst är den bergig. Runt Naranjillos är det ganska tätbefolkat, med 100 invånare per kvadratkilometer. Närmaste större samhälle är Xalapa, 6,6 km öster om Naranjillos. I omgivningarna runt Naranjillos växer i huvudsak städsegrön lövskog.